# Volvo U.S. National Indoor 1986
Il Volvo U.S. National Indoor 1986 è stato un torneo giocato sul cemento indoor del Racquet Club of Memphis a Memphis nel Tennessee. 
È stata la 85ª edizione del Torneo di Memphis, facente parte del Nabisco Grand Prix 1986.

## Campioni

### Singolare maschile
Brad Gilbert ha battuto in finale  Stefan Edberg con il punteggio di 7–5, 7–6.

### Doppio maschile
Ken Flach /  Robert Seguso hanno battuto in finale  Guy Forget /  Anders Järryd con il punteggio di 2–6, 7–6, 7–6.